# Olympic Real de Bangui
L'Olympic Real de Bangui est un club centrafricain de football basé à Bangui, la capitale du pays. Fondé en 1945 sous le nom de Réal Olympique Castel, il adopte le nouveau nom d'Olympic Real de Bangui à l'aube du XXIe siècle.
C'est le club le plus titré du pays avec 12 succès en championnat, à égalité avec l'AS Tempête Mocaf.

## Palmarès
- Championnat de République centrafricaine (13) :
  - Vainqueur : 1971, 1973, 1975, 1979, 1982, 2000, 2001, 2004, 2010, 2012, 2016, 2017 et 2022.

- Coupe de République centrafricaine (2) :
  - Vainqueur : 1989 et 1999

## Grands joueurs
- Eudes Dagoulou
- Marcelin Tamboulas
- Paul Delcourt 1950-2006